# Klein hoefblad-beemdgrasroest
De klein hoefblad-beemdgrasroest of de beemdgrasroest (Puccinia poarum) is een roest, die behoort tot de familie Pucciniaceae en die planten aantast. De soort komt voor in Eurazië, Noord- en Zuid-Amerika.
Deze schimmel vormt in de generatieve fase gele tot oranjerode, 1-2 cm grote sporenhoopjes (aecia) op de achterkant van de bladeren van klein hoefblad. In de vegetatieve fase worden grassoorten aangetast, zoals veldbeemdgras. P. poarum is genetisch zeer verschillend en tast ongeveer zeventig verschillende gastheren aan.

## Levenscyclus
De levenscyclus bestaat uit vijf stadia, die op twee verschillende waardplanten doorlopen worden.
Op de grasplant vindt de vegetatieve fase plaats en worden teleutosporen, basidiosporen en uredosporen gevormd en op klein hoefblad vindt de generatieve fase plaats, waarbij spermatiën en aecidiosporen gevormd worden.
In de generatieve fase worden op de tussenwaardplant klein hoefblad grote, ronde, gele of oranjerode aecia gevormd, die uitsteken aan de onderkant van de bladeren. De vlekken hebben vaak een paarse rand en soms in het midden een gat. Op de achterkant van het bladoppervlak vormen zich op elke infectieplaats 20-30 komvormige aecia. Op de voorkant van het blad veroorzaakt de infectie een vlakke, gele cirkel. Spermogonia kunnen ook aanwezig zijn.

## Beschrijving mycelium en sporen

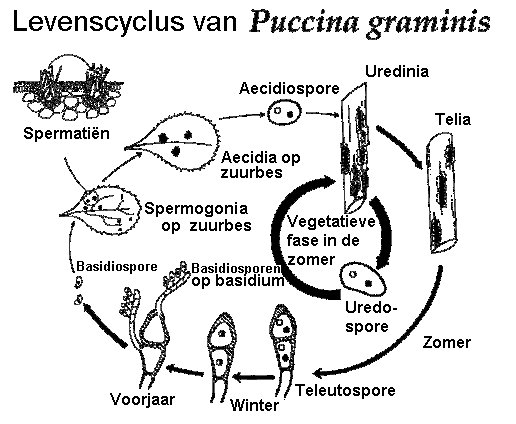
Levenscyclus van de zwarte roest (vergelijkbaar met die van Puccinia poarum)

Het mycelium van Puccinia poarum groeit zoals alle Puccinia-soorten intercellulair en vormt haustoria, die in het weefsel van de gastheer groeien. De aecia hebben 20–27 × 18–24 µm grote, brede ellipsvormige tot bolvormige en doorzichtig-geelachtige aecidiosporen. De licht oranjegele urdosoriën groeien aan de bovenzijde op de bladeren van de waardplant. Hun lichtgele tot bijna kleurloze uredosporen zijn meestal ellipsvormig tot eivormig, 23-30 × 17-24  µm groot en fijn stekelig. De telia, die aan de achterkant van de bladeren groeien, zijn lange tijd door de epidermis bedekt. De goud- tot hazelnootbruine teleutosporen van de schimmel zijn een- tot tweecellig, meestal lang, cilindrisch tot ovaal en 40–58 × 17–25 µm groot. Hun steel is geelachtig tot kleurloos en tot 15 µm lang.

## Hyperparasiet
Van klein hoefblad-beemdgrasroest kunnen de aecia geparasiteerd worden door Tuberculina persicina en de urediniosporen door de larven van de muggensoort Mycodiplosis coniophaga.

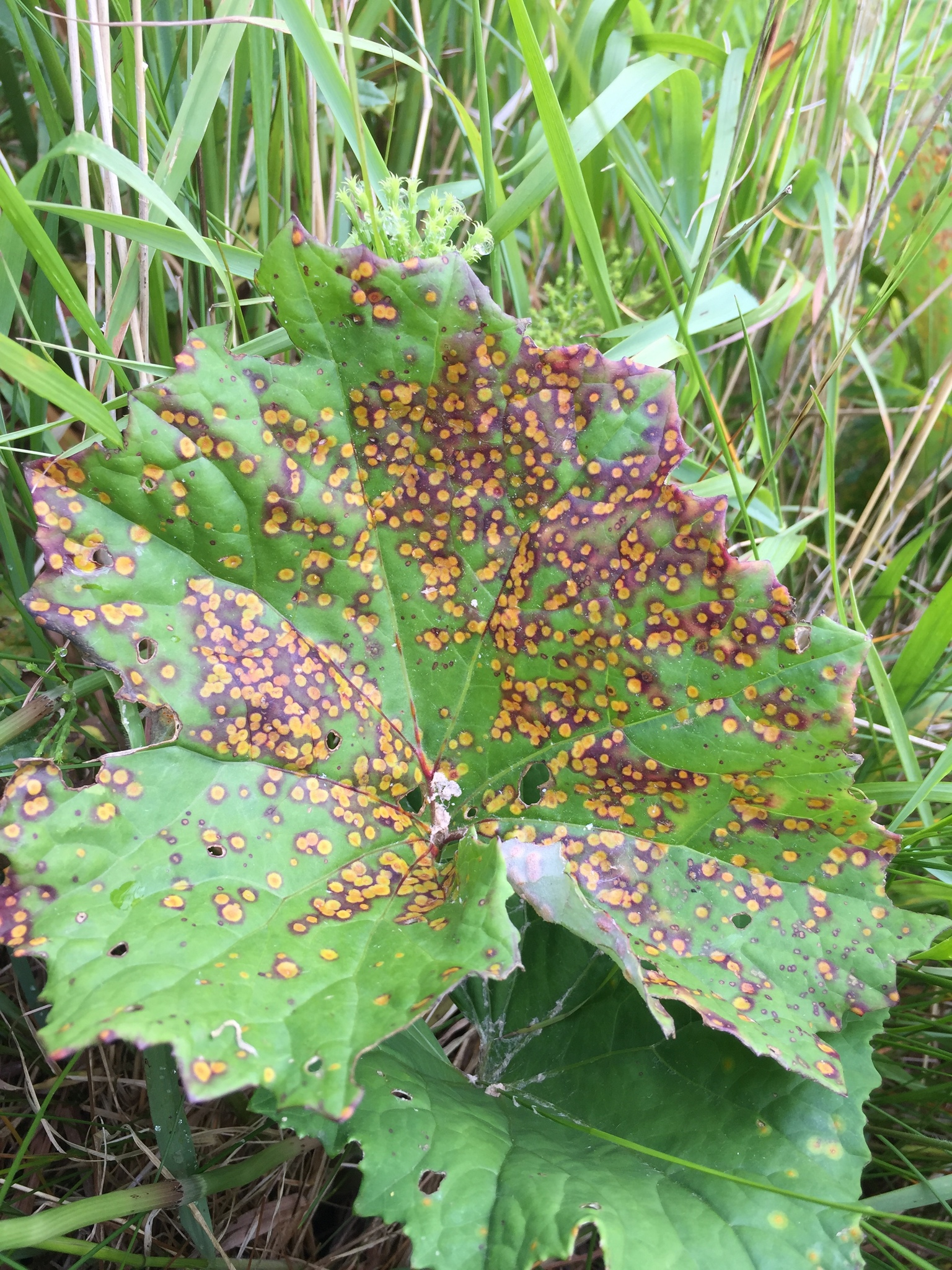
Aantasting op klein hoefblad
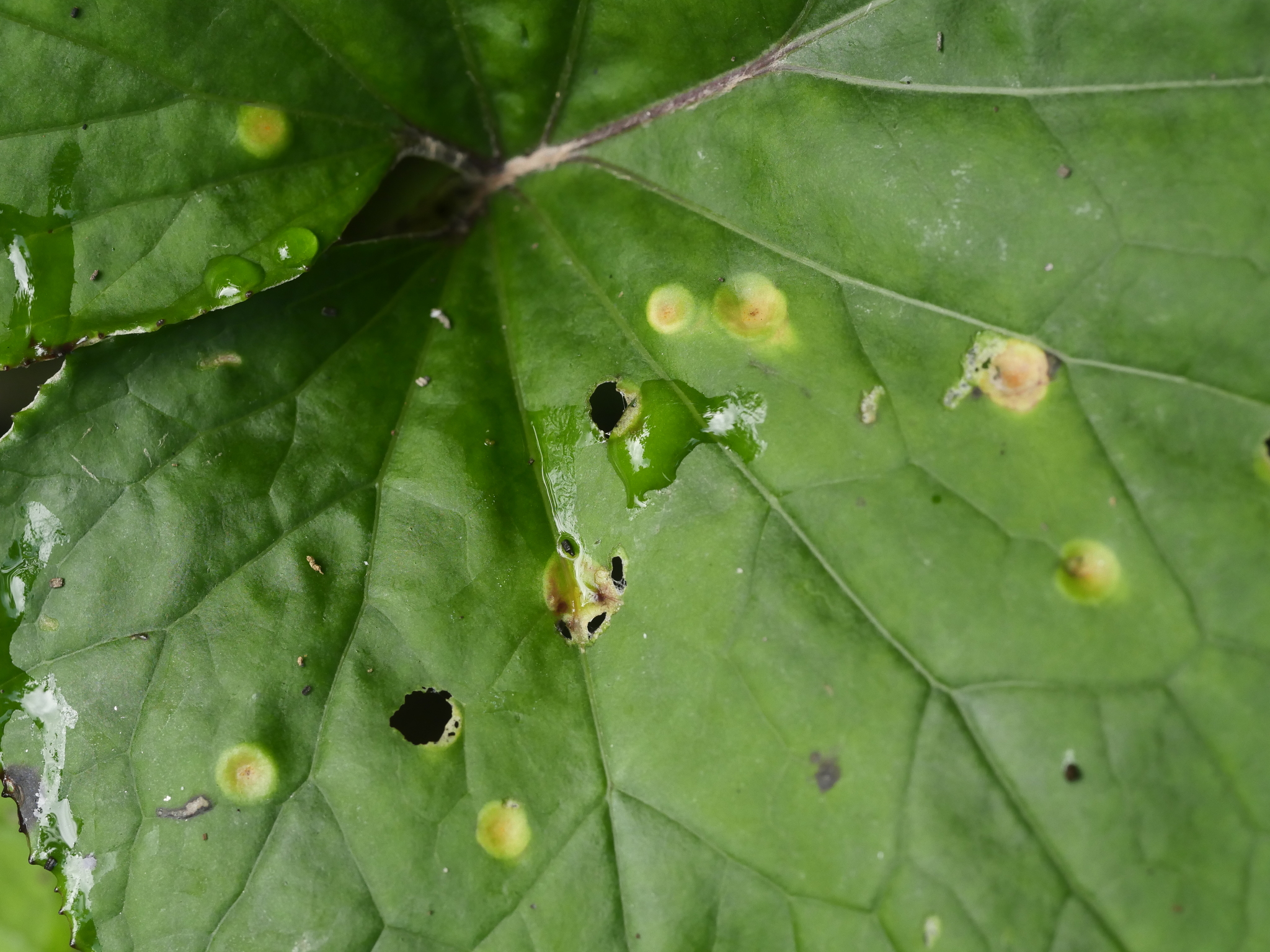
Spermogonia op bovenkant blad van klein hoefblad
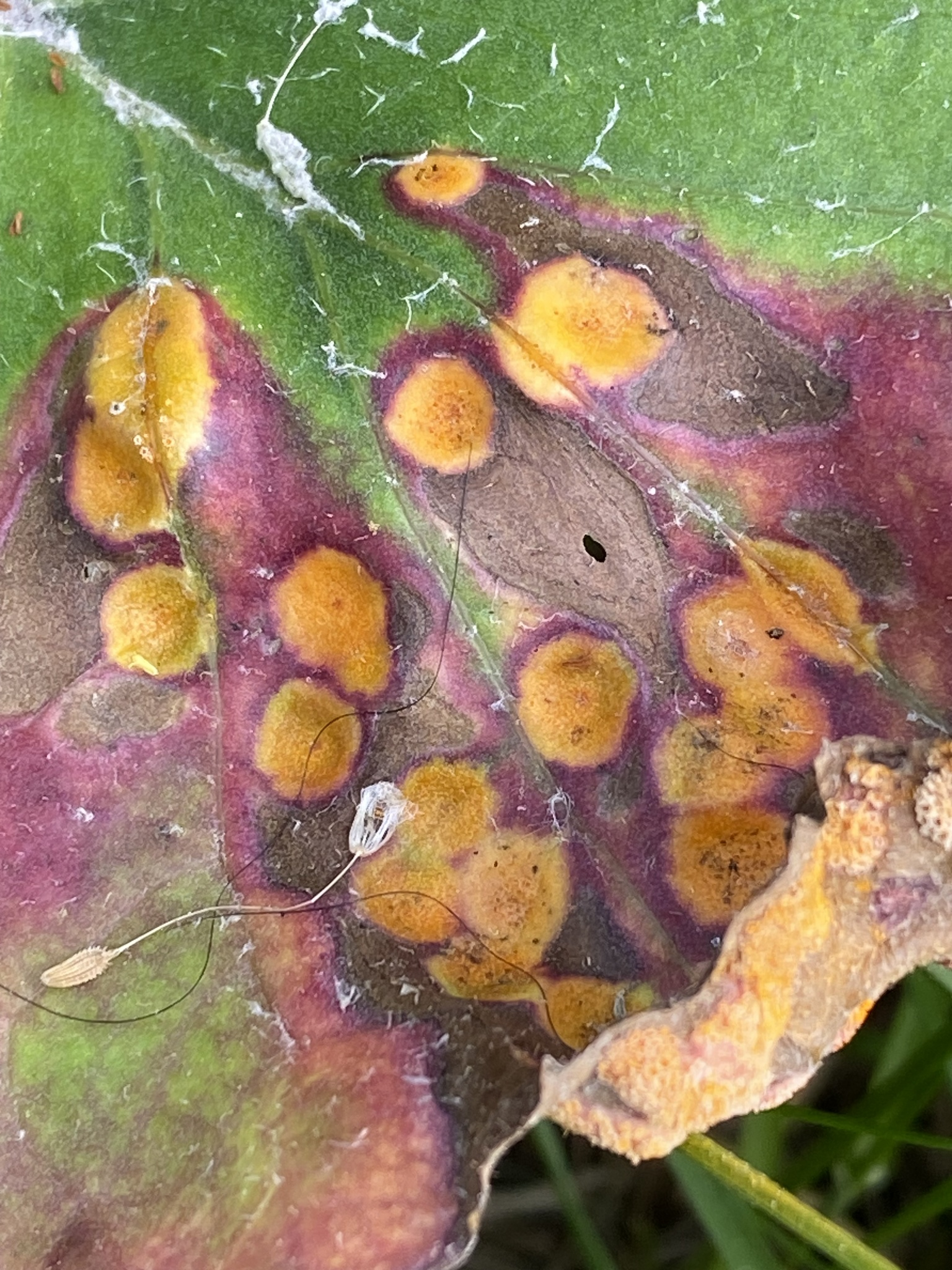
Spermogonia op bovenkant blad van klein hoefblad
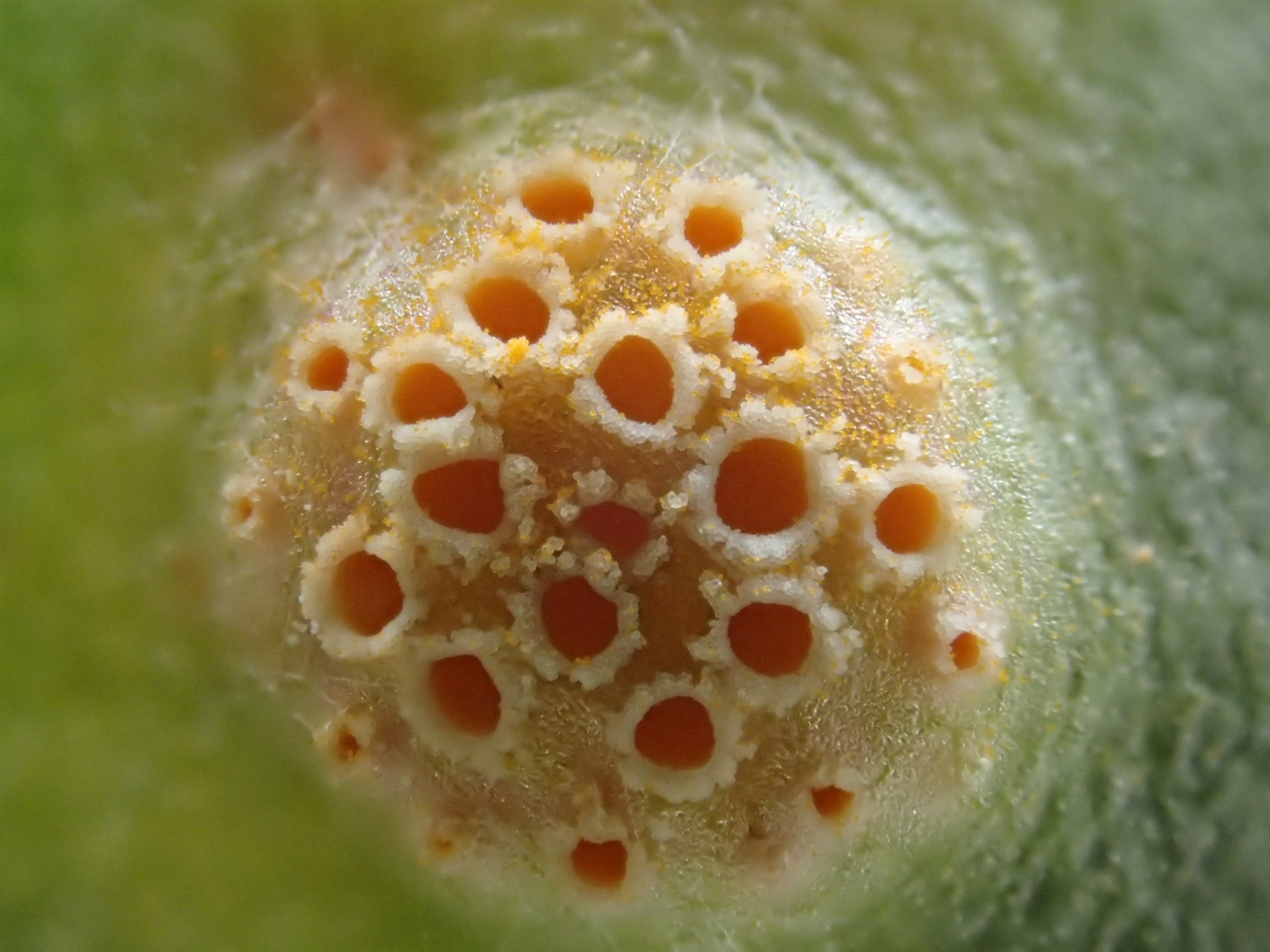
aecium
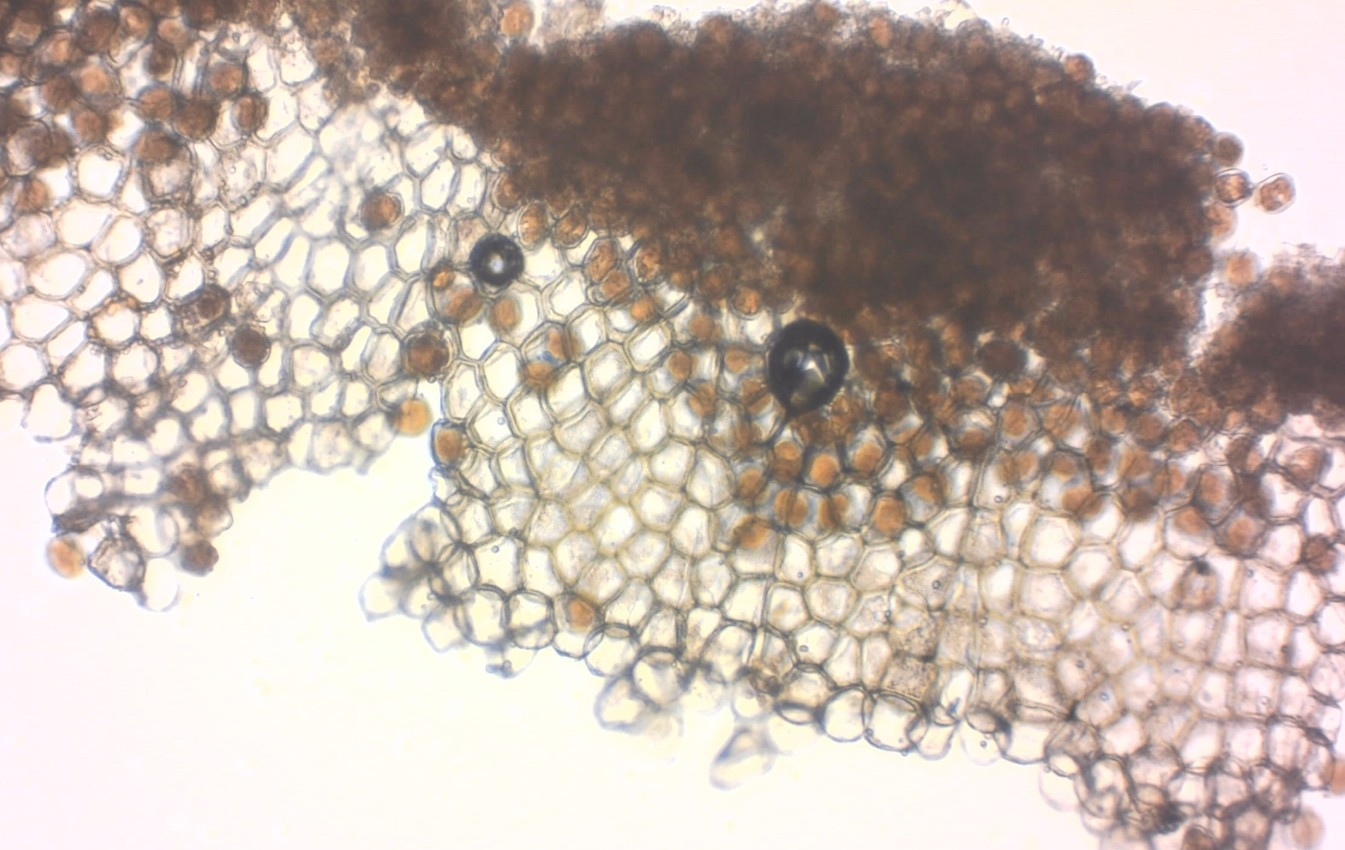
aecium met aeciosporen
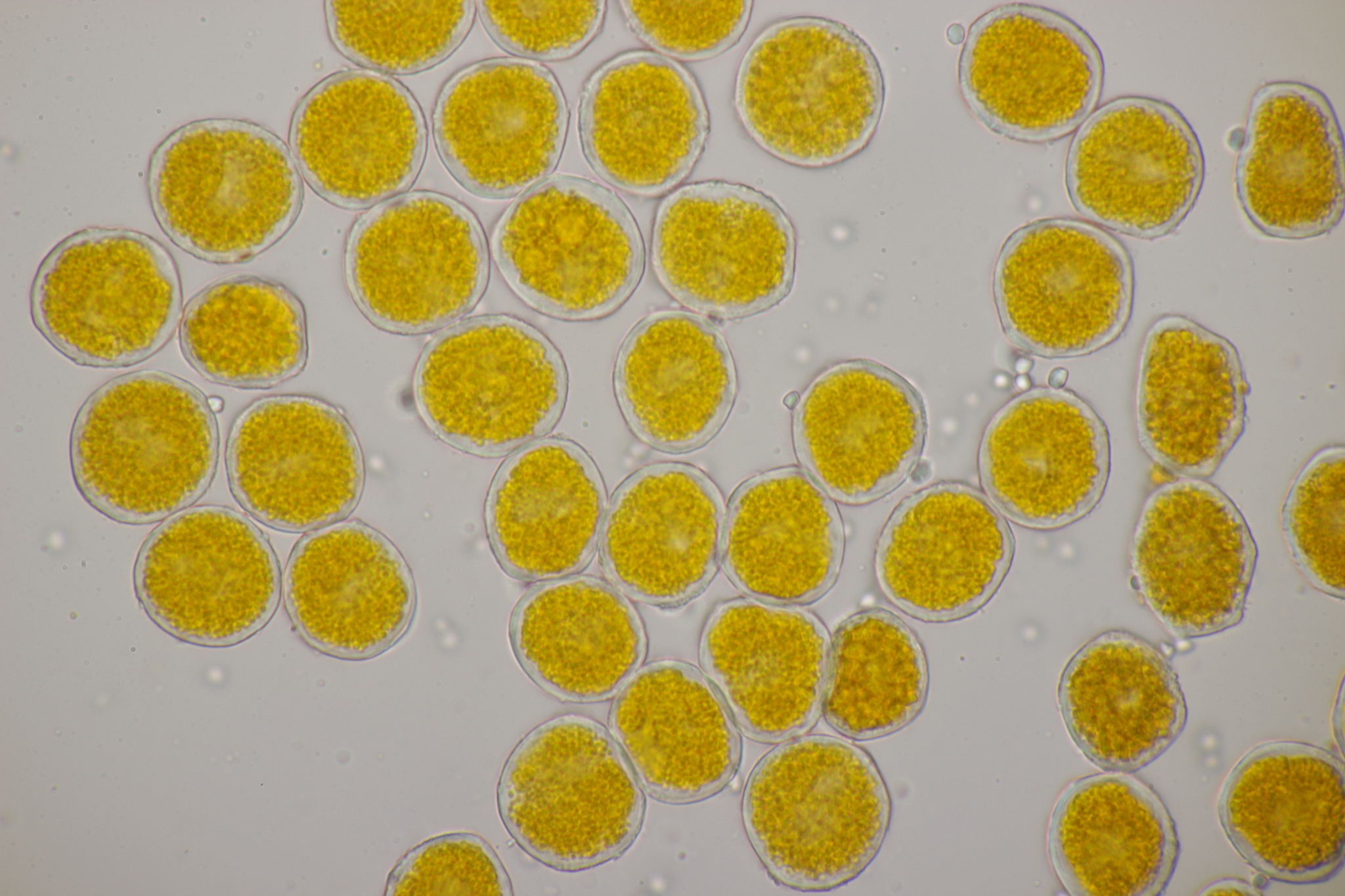
Aeciosporen
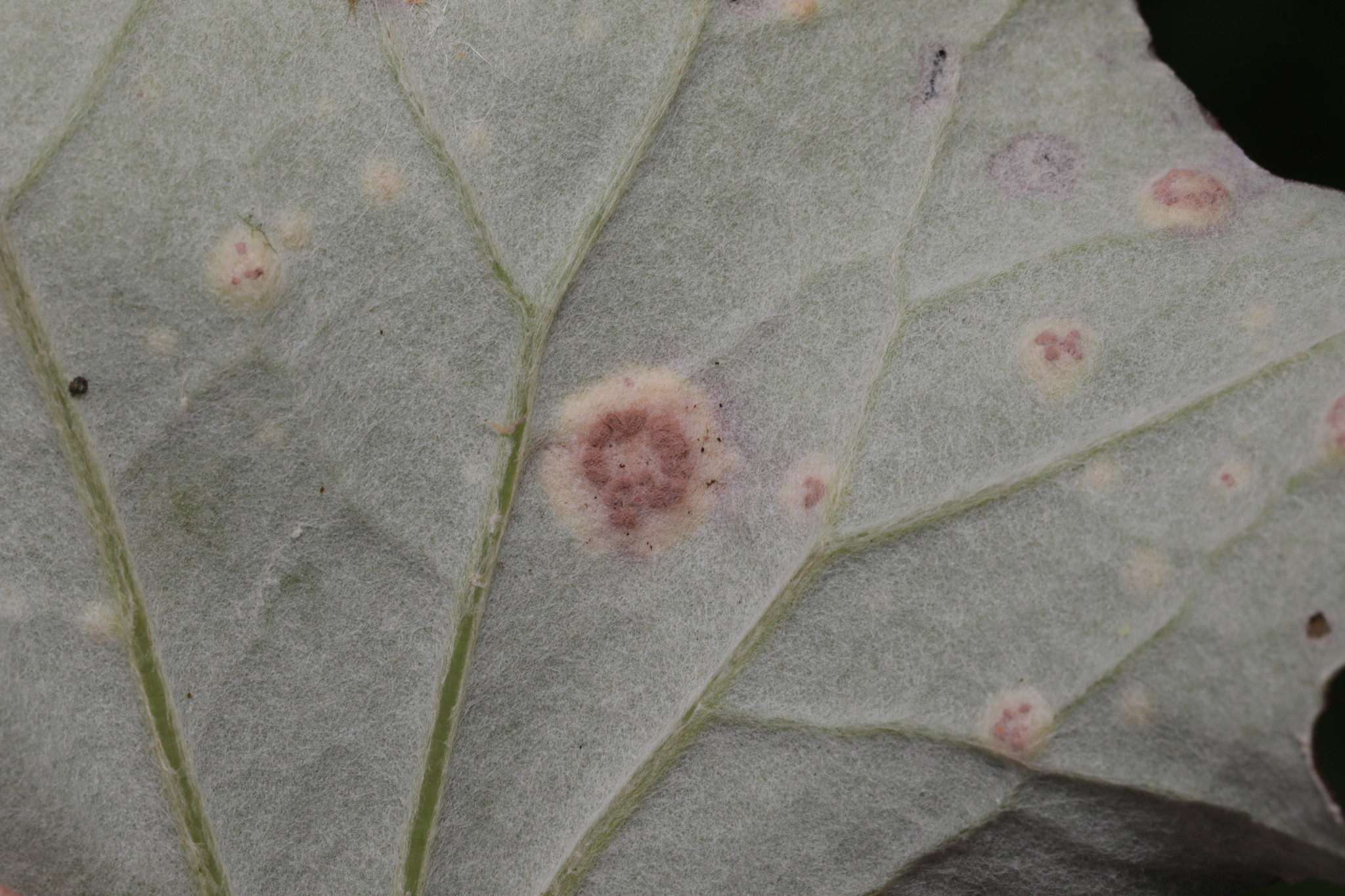
Tuberculina persicina op klein hoefblad-beemdgrasroest op klein hoefblad

## Synoniemen
- Puccinia conspicua Mains 1933
- Puccinia liatridis Bethel 1934
- Pleomeris poarum (E. Nielsen)
- Aecidium tussilaginis
- Aecidium compositarum var. tussilaginis (Pers.)

## Forma specialis
De volgende forma specialis wordt onderscheiden:
- Oranje-strepen roest (Puccinia poarum f.sp. poarum) op veldbeemdgras